# Metanetwork
Un metanetwork è una rete di reti.
La definizione di metanetwork trova applicazione in ambiti diversi:
- nel campo della sociologia (le reti sociali costituiscono dei metanetwork)
- nel campo dell'informatica (la rete internet è un metanetwork)

La definizione di metanetwork è applicata sovente al movimento spirituale new Age.